# Piper PA-23
De Piper PA-23 is een Amerikaans tweemotorige laagdekker sport- en lesvliegtuig met een driewielig intrekbaar landingsgestel. De PA-23 werd aanvankelijk aangeduid als Apache en vanaf 1962 als Aztec. Het door Piper Aircraft geproduceerde geheel metalen toestel met vier tot zes zitplaatsen maakte zijn eerste vlucht op 2 maart 1952 . Totaal zijn er van de PA-23 6976 exemplaren gebouwd, de productie is in 1981 gestaakt.
De PA-23 werd in de loop der tijd geleverd met motoren in de range van 160 tot 250 pk. In 1974 werd een Aztec prototype gebouwd met een drukcabine. Maar dit concept werd niet doorgezet en het prototype eindigde in een museum.
De Amerikaanse marine heeft 20 Aztecs in bezit gehad. De militaire aanduiding van de Aztec was: U-11A.

## Varianten

### Apache

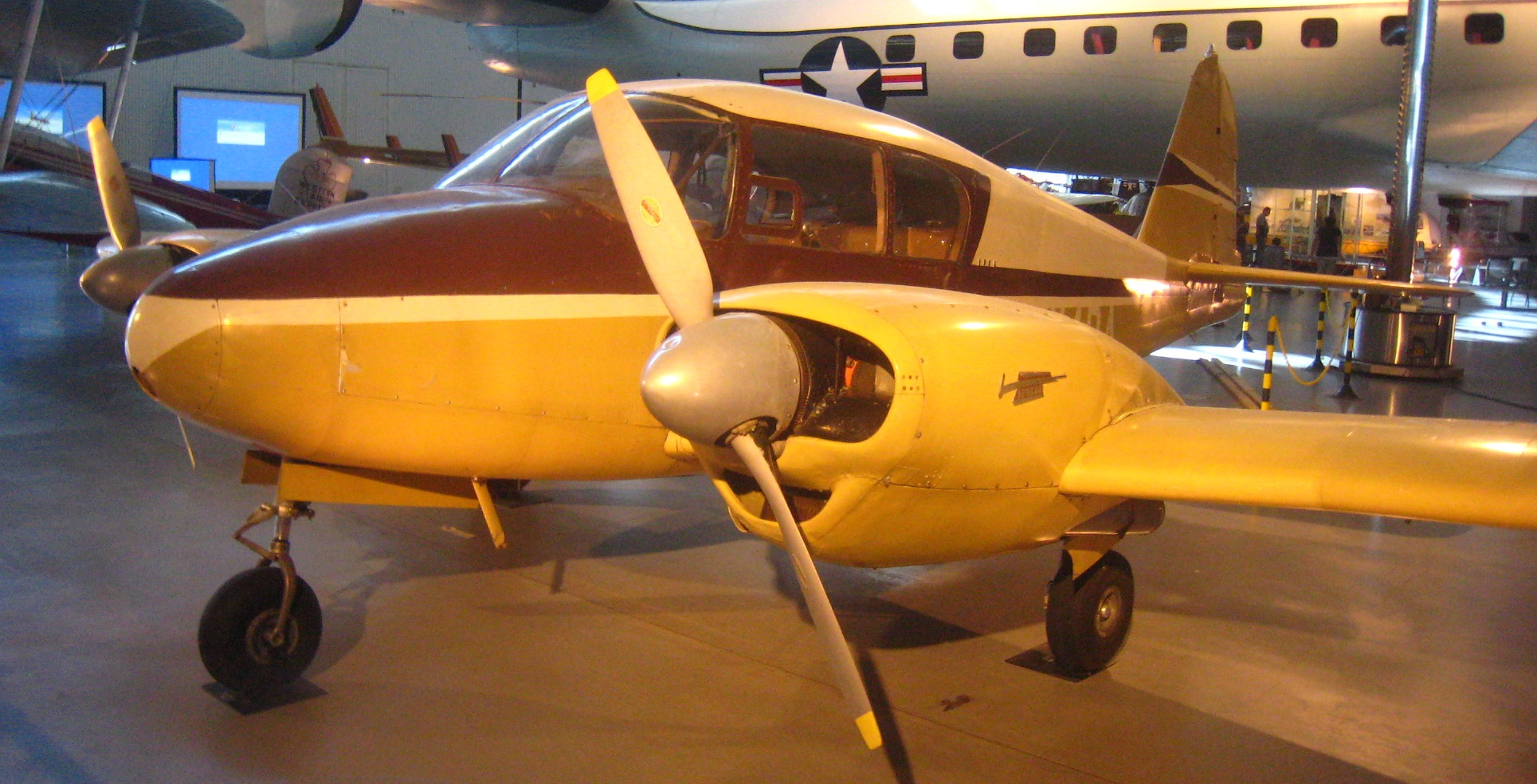
PA-23 Apache in het National Air and Space Museum

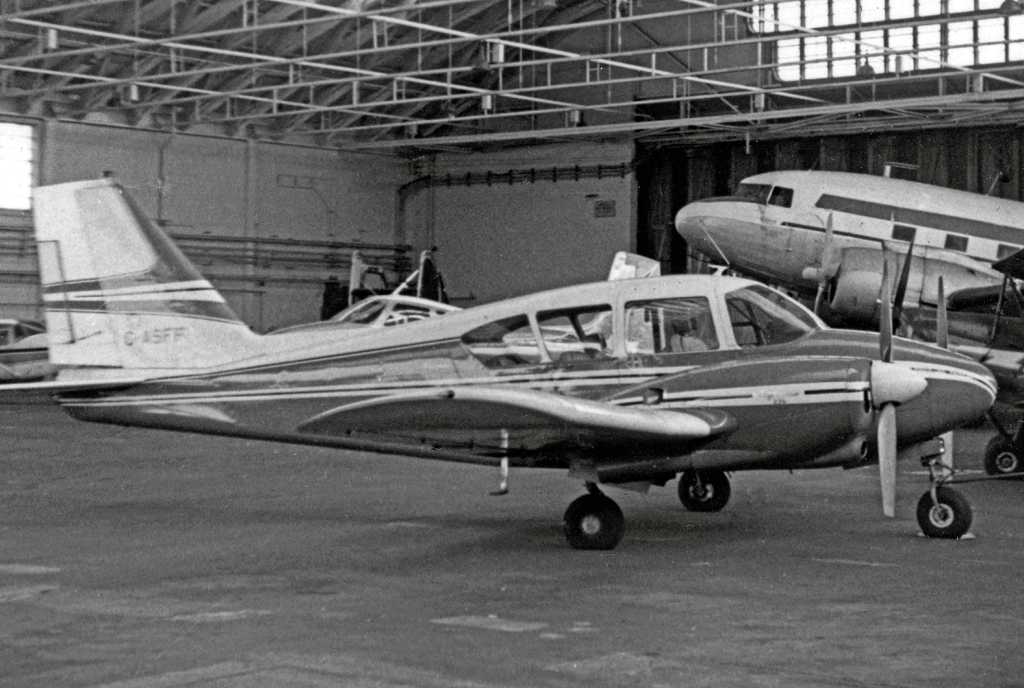
PA-23 Apache 235 met aangepaste staartvlakken

PA-23 Twin-Stinson
Originele aanduiding van de Piper PA-23 Apache.
PA-23 Apache
Eerste productieversie, 2047 gebouwd (inclusief de Apache E, G en H).
PA-23-150 Apache B
1955 variant met kleine wijzigingen.
PA-23-150 Apache C
1956 variant met kleine wijzigingen.
PA-23-150 Apache D
1957 variant met kleine wijzigingen.
PA-23-160 Apache E
PA-23 Gemotoriseerd met twee 160 pk O-320-B motoren.
PA-23-160 Apache G
PA-23 Langere binnenruimte in de cabine en extra raam.
PA-23-160 Apache H
Apache G Met O-320-B2B motoren en kleine veranderingen.
PA-23-235 Apache 235
Apache met 5 zitplaatsen en 235 pk O-540 motoren, 118 gebouwd.
PA-23-250 Aztec
Apache G Met gemodificeerde staartvlakken en 250 pk Lycoming O-540-A1D motoren, totaal 4811 gebouwd.
Seguin Geronimo
Apache met aanpassingen aan de motoren, neus en start.

### Aztec

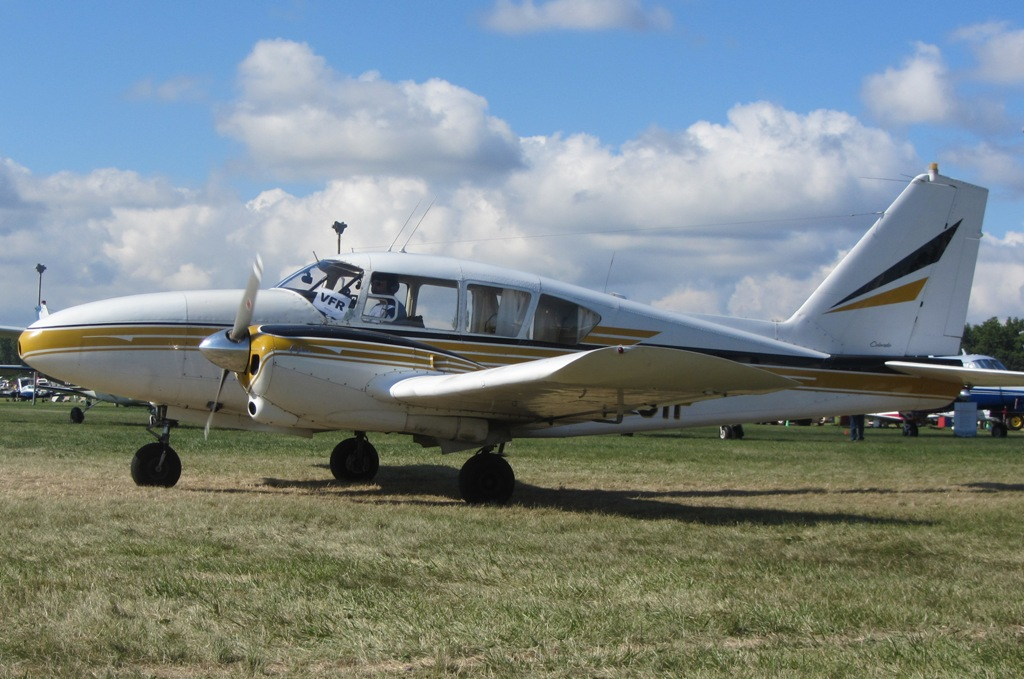
PA-23-250

PA-23-250 Aztec B
1962-1964. Aztec met een langere neus voor een bagage compartiment; zes zitplaatsen, nieuw instrumentenpaneel en technische systeem aanpassingen.
PA-23-250 Aztec C en Aztec C Turbo.
1964-1968. Aztec B met IO-540-C4B5 motoren of als optie de turbogeladen TIO-540-C1A. Aangepaste motorgondels en gemodificeerd landingsgestel.
PA-23-250 Aztec D en Aztec D Turbo
1969-1970. Aztec C met aangepast instrumentenpaneel en besturing.
PA-23-250 Aztec E en Aztec E Turbo
1971-1975. Aztec D met scherpere en langere neus en een voorruit uit een geheel.
PA-23-250 Aztec F en Aztec F Turbo
1976-1981. Aztec E met verbeterde technische systemen, gekantelde vleugeltippen en aangepaste staartvlakken.
U-11A
Type-aanduiding van de Amerikaanse Marine voor de PA-23-250 Aztec met extra apparatuur; 20 geleverd.
PA-41P Aztec met drukcabine
Aztec met drukcabine, 1 exemplaar gebouwd.

## Specificaties
- Type: PA-23-250F Aztec
- Fabriek: Piper Aircraft
- Bemanning: 1
- Passagiers: 3-5
- Lengte: 9,52 m
- Spanwijdte: 11,34 m
- Hoogte: 3,15 m
- Vleugeloppervlak: 19,28 m²

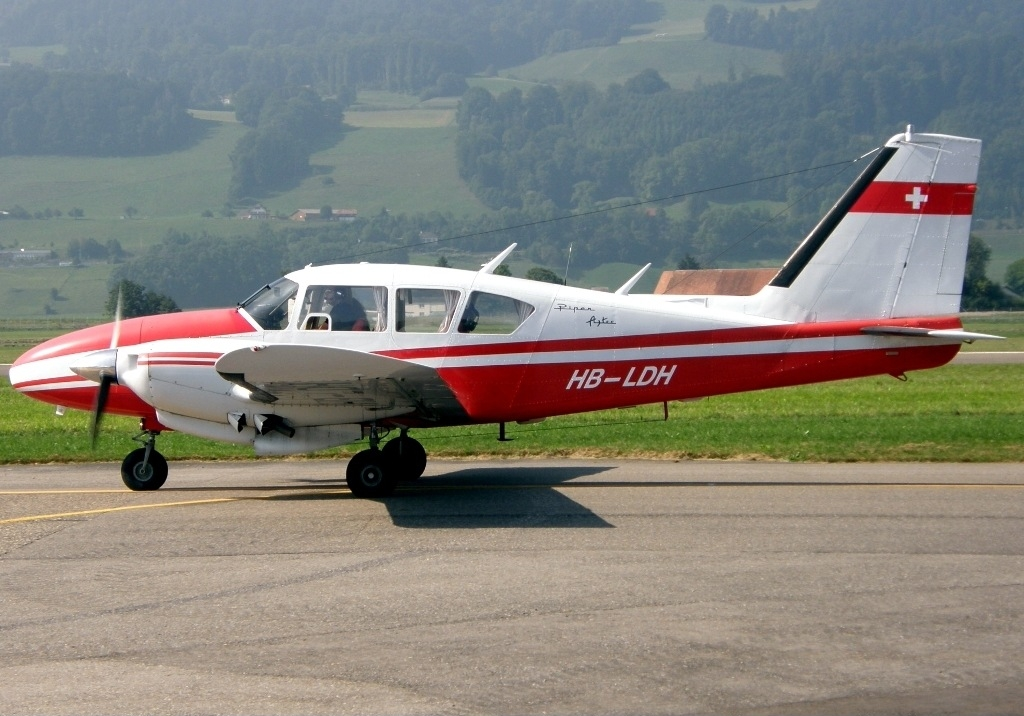
Piper PA-23-250 Aztec

- Vleugelprofiel: USA 35B (aangepast)
- Leeg gewicht: 1442 kg
- Maximum gewicht: 2359 kg
- Brandstof: 530 liter (optioneel 150 liter extra)
- Motoren: 2 × Lycoming IO-540-C4B5 zescilinder boxermotor, 250 pk (190 kW) elk
- Propellers: tweeblads Hartzell HC-E2YK-2RB constant-speed
- Eerste vlucht: 2 maart 1952
- Aantal gebouwd: 6976
- Gebouwd: 1952–1981

Prestaties:
- Maximumsnelheid: 346 km/u
- Kruissnelheid: 277 km/u
- Overtreksnelheid: 109 km/u (flaps down)
- Never Exceed Speed: 446 km/u
- Klimsnelheid: 7,1 m/s
- Plafond: 5780 m
- Vliegbereik: 2445 km
- Startbaan met 15 m obstakel: 517 m